# 蓮子

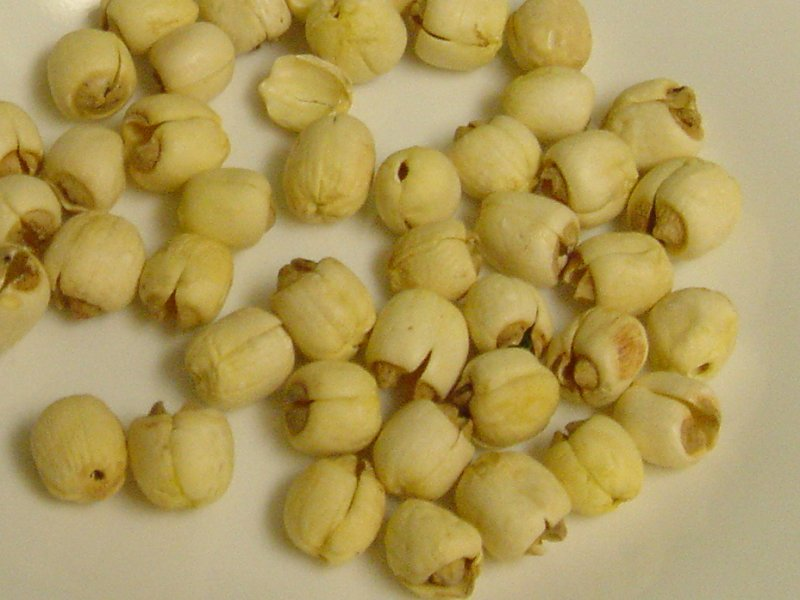
乾莲子

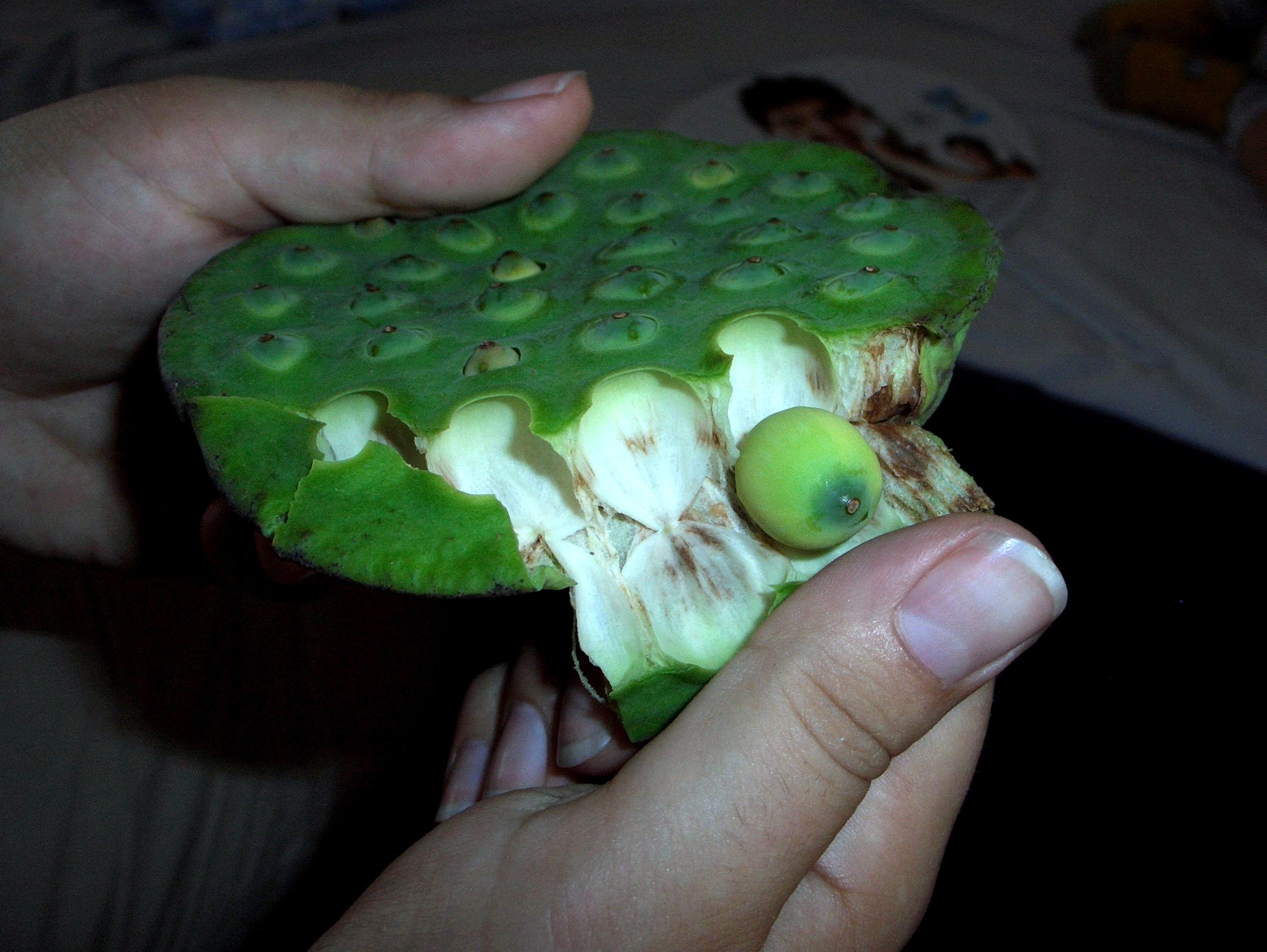
莲蓬中的鲜莲子

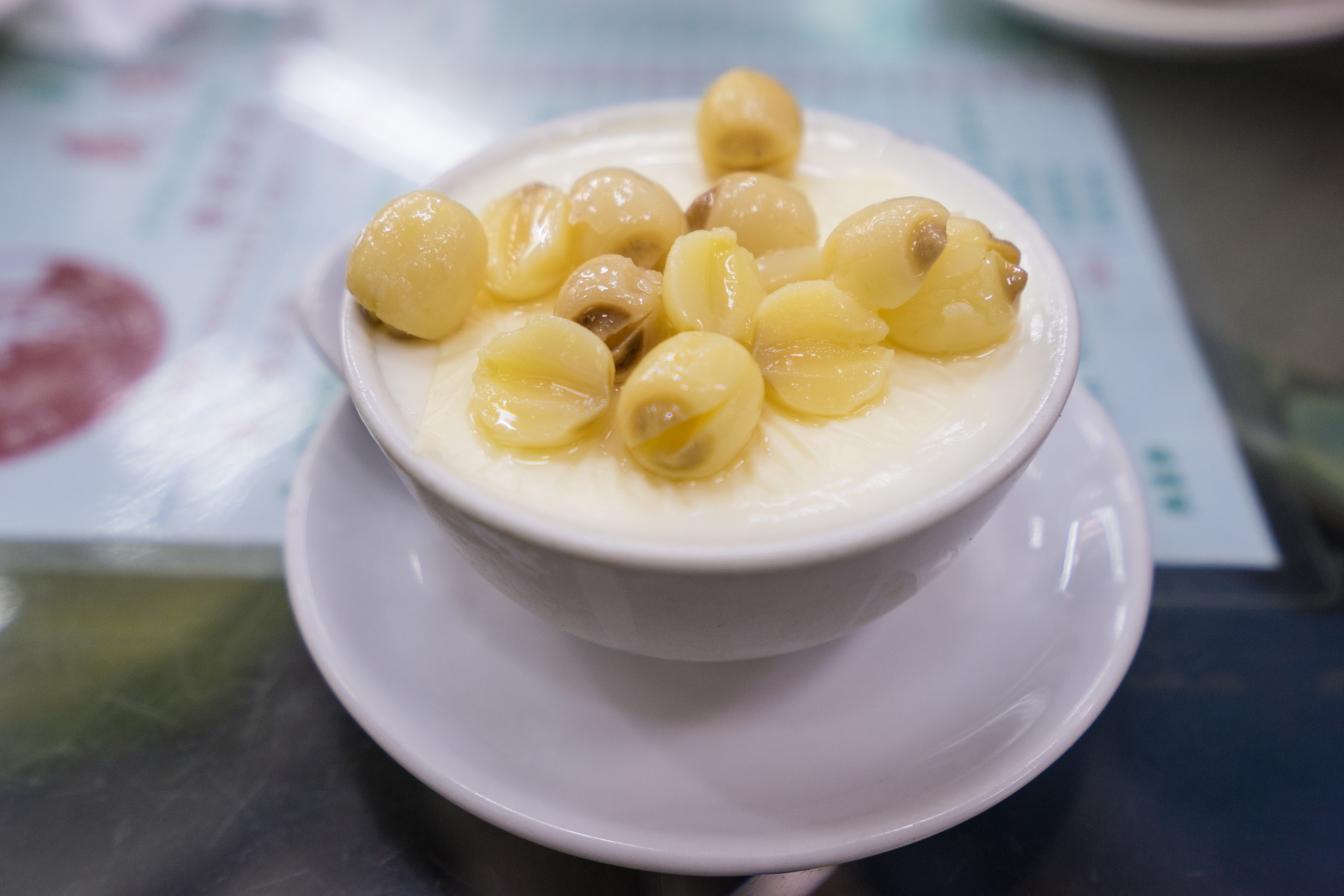
小吃

蓮子或莲籽是蓮屬植物（特別是蓮花）的種子，常見於東亞各國的菜式中，多用于粥，也是一種中草藥。可以用来制作莲蓉，通常以乾燥品形式出售，鮮貨可作小吃。刚采下的莲子外有一层种皮，两片淡黄色子叶，中间有苦味很重、称为莲芯的绿色胚芽。莲芯性寒，也可以入药或泡茶用。市售的乾品通常已经除去外皮，而莲芯也多除去，但也有保留的。在合适条件下，不去除种皮的莲子可以处于休眠状态，存放很久也能发芽。
宋代蓮子被歸於水果類。

## 性味
- 性平、味甘澀，歸脾、心、腎經，有補脾止瀉，清心養神益腎的作用。

## 營養
100克參考量中，乾蓮子有332卡路里，包含64%碳水化合物、2%脂肪、15%蛋白質和14%水。蓮子包含豐富的維生素B，特別是每日需求量的硫胺素占43%和很多飲食礦物質，例如錳（116%每日需求量）和磷（63%每日需求量）。

## 功效
自古蓮子就被一般家庭作為食品食用，除了營養豐富，香美可口，並具清血、散瘀、益胃、安神的功用。蓮子也是良好的中藥。蓮子常用來治療心悸失眠，男子遺精、滑精，婦女月經過多、白帶過多，及脾胃虛弱的泄瀉等症。據本草綱目記載，蓮子有「交心腎，厚腸胃，固精氣，強筋骨，補虛損，利耳目，除寒濕」等功能。可有補脾止瀉，清心養神益腎的作用，且蓮子價位實在，可以說是一般平民能負擔起的高價值養生藥材。

## 外部連結
- 蓮 Lian （页面存档备份，存于） 藥用植物圖像數據庫 (香港浸會大學中醫藥學院) （中文）（英文）
- 蓮子 中藥材圖像數據庫  (香港浸會大學中醫藥學院) （中文）（英文）
- 蓮子心 中藥材圖像數據庫  (香港浸會大學中醫藥學院) （中文）（英文）
- 荷葉 中藥材圖像數據庫  (香港浸會大學中醫藥學院) （中文）（英文）
- 蓮子 Lian Zi （页面存档备份，存于） 中藥標本數據庫 (香港浸會大學中醫藥學院) （繁體中文）（英文）
- 夏日莲子清心火 （页面存档备份，存于）.揭阳新闻网.（简体中文）